# 太原地铁2号线
太原地铁2号线，又称太原轨道交通2号线，是位于中国山西省太原市的一条城市轨道交通线路。2013年11月2日，太原轨道交通2号线首开段开工。2016年3月11日，太原轨道交通2号线一期工程全线开工建设，2020年9月开始空载试运行，2020年12月26日开通运营（化章西街站延缓至2025年5月25日开通）。采用A型车6辆编组。

## 概述
太原市轨道交通2号线北起南寨，终至杜家寨，沿新兰路、恒山路、解放路、长治路、人民路布设，长度32.9公里。2号线一期工程南起人民南路站，北至西涧河站，沿人民路、长治路、解放路地下敷设，全长23.647公里，共设车站23座、车辆段1座、变电站2座、控制中心1座，总投资208.64亿元。2020年12月26日，一期工程开通运营。 2号线一期工程采用全自动运行、云计算、互联网支付等技术，实现最高级别的GOA4全自动驾驶，二维码扫码进站、刷脸进站。
太原地铁2号线运行时间为6时至22时，单程运行时间约为44分钟，行车间隔为7分30秒，每站停车时间为30或35秒，全日开行274列次。

## 历史
- 2017年3月1日，一期工程补充环评公众参与二次公示[8]，较最初版本相比，本次环评取消小店南站，新增晋阳街站、府西街站、小商品市场站，部分车站站位调整，线路长度变更为23.647km。
- 2020年
  - 3月10日，一期工程车站命名方案公示[9]。
  - 9月1日，正式空载试运行[10]。
  - 12月6日，一期工程通过竣工验收[11]。
  - 12月26日，一期开通运营[12]。
- 2022年
  - 4月3日8:30起，受太原市新冠病毒疫情影响，南内环站至西桥站暂停运营[13]。4月18日12:00起，全线恢复运营[14]。
  - 10月1日13:10起，受新冠病毒疫情影响，尖草坪站与涧河站暂停运营[15]。10月8日9:00起， 全线恢复运营[16]。
  - 11月19日6:00起，受新冠病毒疫情影响，全线暂停运营。12月5日11:00起，全线恢复运营。
- 2023年12月26日起太原地铁2号线进行运营调整。具体如下：

一、周一至周五：早高峰（07:00-09:00），晚高峰（17:30-19:30）的行车间隔为6分30秒；其他时段行车间隔为8分钟。
二、周六、日：行车间隔为7分30秒。
三、首、末班车发车时间不变：西桥站及尖草坪站首班车发车时间均为06:00，末班车发车时间均为22:00。
- 2025年5月25日12:00，太原地铁2号线化章西街站启用。

## 车站
2号线一期工程共设23座车站，其中换乘站1座，全部为地下站。
| 站名          | 换乘线路        | 所在地   | 启用时间       | 站台形式     |
| ------------- | --------------- | -------- | -------------- | ------------ |
| 太原地铁2号线 |                 |          |                |              |
| 尖草坪        |                 | 尖草坪区 | 2020年12月26日 | 地下两层岛式 |
| 涧河          |                 | 尖草坪区 | 2020年12月26日 | 地下三层岛式 |
| 胜利街        |                 | 杏花岭区 | 2020年12月26日 | 地下两层岛式 |
| 大北门        | █ 5号线（规划） | 杏花岭区 | 2020年12月26日 | 地下两层岛式 |
| 缉虎营        |                 | 杏花岭区 | 2020年12月26日 | 地下两层岛式 |
| 府西街        | █ 6号线（规划） | 杏花岭区 | 2020年12月26日 | 地下两层岛式 |
| 开化寺街      |                 | 迎泽区   | 2020年12月26日 | 地下两层岛式 |
| 大南门        | █ 1号线         | 迎泽区   | 2020年12月26日 | 地下三层岛式 |
| 体育馆        |                 | 迎泽区   | 2020年12月26日 | 地下两层岛式 |
| 南内环        |                 | 小店区   | 2020年12月26日 | 地下两层岛式 |
| 王村南街      |                 | 小店区   | 2020年12月26日 | 地下两层岛式 |
| 长风街        | █ 4号线（规划） | 小店区   | 2020年12月26日 | 地下两层岛式 |
| 学府街        |                 | 小店区   | 2020年12月26日 | 地下两层岛式 |
| 南中环        |                 | 小店区   | 2020年12月26日 | 地下两层岛式 |
| 晋阳街        | █ 3号线（规划） | 小店区   | 2020年12月26日 | 地下两层岛式 |
| 龙兴街        |                 | 小店区   | 2020年12月26日 | 地下两层岛式 |
| 龙城公园      |                 | 小店区   | 2020年12月26日 | 地下两层岛式 |
| 嘉节          |                 | 小店区   | 2020年12月26日 | 地下两层岛式 |
| 电子西街      |                 | 小店区   | 2020年12月26日 | 地下两层岛式 |
| 康宁街        |                 | 小店区   | 2020年12月26日 | 地下两层岛式 |
| 通达街        |                 | 小店区   | 2020年12月26日 | 地下两层岛式 |
| 化章西街      | █ 6号线（规划） | 小店区   | 2025年5月25日  | 地下两层岛式 |
| 西桥          |                 | 小店区   | 2020年12月26日 | 地下两层岛式 |

## 未来发展

### 北延伸
2017年11月15日，太原市发布2号线二期工程环境影响评价公众参与信息第二次公告，其中北段自尖草坪站端向北引出后，沿恒山路、新兰路、止于南寨站，线路长7.09公里，设车站5座，南寨停车场1座，线路服务城北片区，衔接汽车客运北站。但后续未开工建设。
2020年10月24日，太原市住建局发布了《太原市城市轨道交通二期建设规划（2021-2026年）环境影响评价信息一次公示》，其中包含2号线二期工程，北段由一期线路终点向北延伸2站2区间，长度约2.44km。相较前次环评，2号线北延伸段缩短至光社站。
2021年3月24日，太原市住建局重新发布《太原市城市轨道交通二期建设规划（2021-2026年）环境影响报告书》，2号线二期工程中北延伸段被取消，太原市住建局回复称，2号线二期因配合城市的发展规划，结合财政承受能力，客流预测等因素，在建设的时序上进行了调整。

### 南延伸
2017年2号线二期工程环境影响评价公众参与信息第二次公告中，2号线南延伸段自杜家寨站后折返线终点向北沿人民路敷设，止于一期工程起点西桥站端，线路长1.94公里，设车站2座，分别为杜家寨站、小店南站，并规划晋中至太原城际铁路在小店南站衔接换乘。2020年10月规划中，南段变更为由一期线路起点向南延伸1站1区间，长度约0.85公里，与前次规划相比，2号线南延伸段仅延伸1站至小店南站并于新设R3线换乘，杜家寨站变更R3号线的车站。2021年3月规划中，R3线被更名为R1线，2号线南延伸段未再做调整。
2022年09月26日，太原市住建局重新发布了《太原市城市轨道交通第二期建设规划（2023-2028年）》，2号线南延伸段未进入该轮规划。2号线二期工程南北延伸均被移出近期建设项目。

## 图集

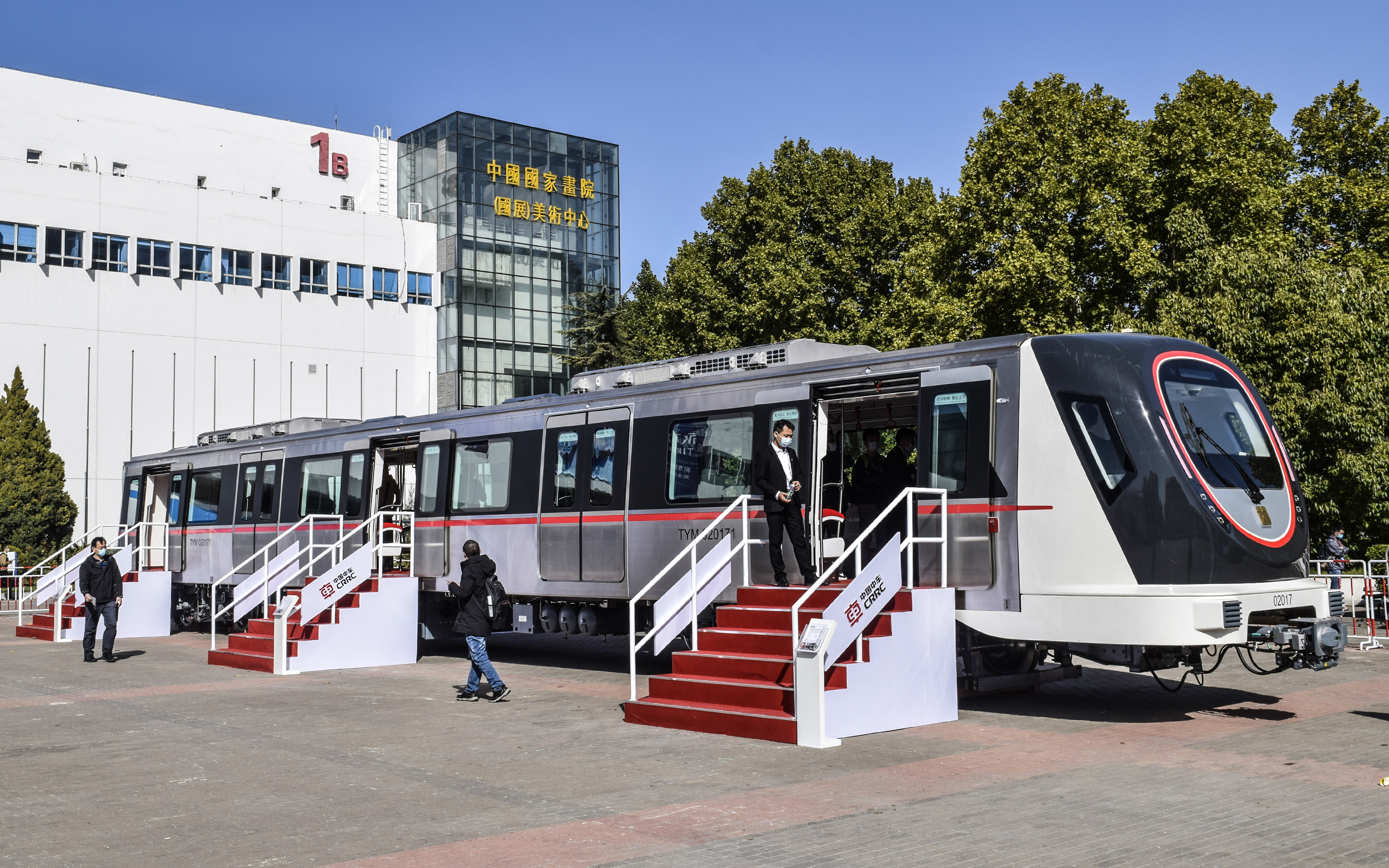
太原地铁2号线列车在中国国际展览中心老馆展出（2020年10月）
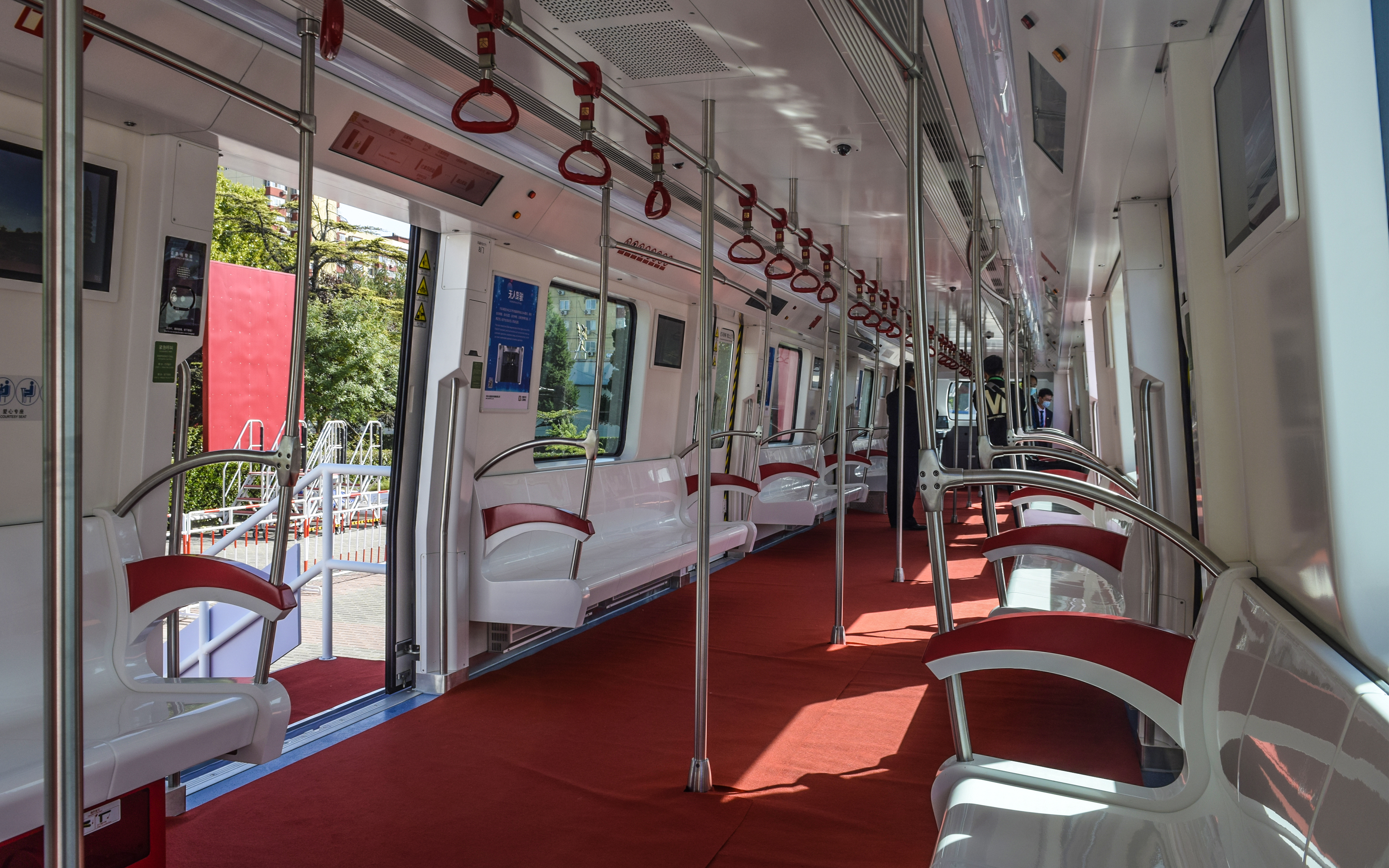
车厢内部
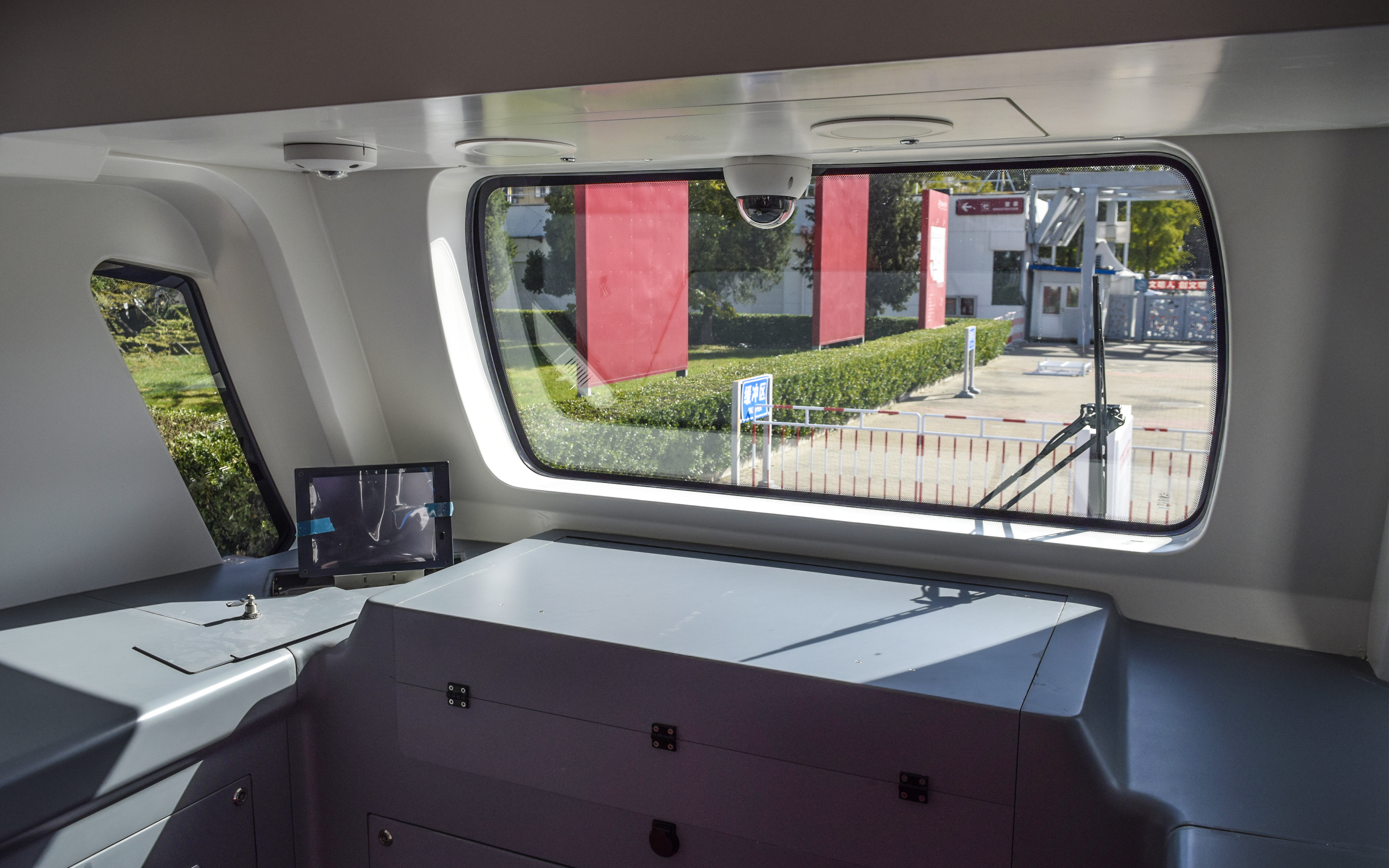
不设有驾驶室的车厢